# Jachad (současná politická strana)
Jachad (hebrejsky יחד, doslova Společně, původně známa jako ha-Am itanu, העם איתנו, doslova Národ je s námi) je izraelská politická strana vytvořená koncem roku 2014 Eli Jišajem před nadcházejícími předčasnými parlamentními volbami v březnu 2015, v nichž ale nezískala parlamentní zastoupení.

## Historie
V roce 2013 se do čela strany Šas vrátil po několikaleté nucené přestávce (kvůli pravomocnému odsouzení) Arje Deri. Spolupráce mezi ním a předchozím předsedou strany Eli Jišajem se zhoršovala. Když pak byly na konci roku 2014 ohlášeny předčasné volby do Knesetu, oznámil Jišaj, že odchází z Šasu a že do voleb bude kandidovat za novou politickou formaci, kterou založí. Sám odhadoval, že by mohla získat až 10 mandátů. Uvedl, že „lidé chtějí konečně prolomit bariéry mezi náboženskou a sekulární populací, mezi Aškenázy a Sefardy, spojit kmeny Izraele dohromady. Lidé jsou s námi, protože chtějí sociální spravedlnost a ohled na chudé, nižší třídu, periferii a rozvojová města.“ Šas označil odchod Jišaje za politováníhodný a za důsledek jeho osobních ambicí.
Původně nový subjekt vystupoval pod názvem ha-Am itanu. Počátkem roku 2015 došlo k dohodě o spojení mezi Eli Jišajem a nacionalistickou stranou Ocma le-Jisra'el. Aliance šla do voleb jako Jachad, přičemž oficiální celý název, se níž strana kandidovala, zněl Jachad – ha-Am itanu bi-ršut Eli Jišaj (יחד - העם איתנו בראשות אלי ישי, Jachad – ha-Am itanu pod vedením Eliho Jišaje).
Kromě sefardských ultraortodoxních a nacionalistických proudů okolo Eliho Jišaje do sebe integrovala i proudy náboženského sionismu, zejména tzv. chardal. Programově jde o pravicovou stranu, která podporuje rozšíření izraelské suverenity na všechny části Země izraelské a podporuje židovské osidlování ve všech částech Judeje a Samařska (Západní břeh Jordánu).
Ve volbách nakonec obdržela 125 158 hlasů (tj. 2, 97 % všech platných hlasů), čímž nedosáhla na práh nutný pro vstup do Knesetu, jenž byl nově stanoven na 3,25 % hlasů.